# Елквілл (Іллінойс)
Елквілл (англ. Elkville) — селище (англ. village) в США, в окрузі Джексон штату Іллінойс. Населення — 838 осіб (2020).

## Географія
Елквілл розташований за координатами 37°54′34″ пн. ш. 89°14′14″ зх. д. / 37.90944° пн. ш. 89.23722° зх. д. (37.909404, -89.237216).  За даними Бюро перепису населення США в 2010 році селище мало площу 1,99 км², з яких 1,98 км² — суходіл та 0,01 км² — водойми.

## Демографія
Згідно з переписом 2010 року, у селищі мешкало 928 осіб у 385 домогосподарствах у складі 246 родин. Густота населення становила 466 осіб/км².  Було 427 помешкань (215/км²).
Расовий склад населення:
| - 92,5 % — білих - 3,3 % — чорних або афроамериканців - 0,6 % — корінних американців |

До двох чи більше рас належало 3,0 %. Частка іспаномовних становила 1,9 % від усіх жителів.
За віковим діапазоном населення розподілялося таким чином: 24,5 % — особи молодші 18 років, 61,1 % — особи у віці 18—64 років, 14,4 % — особи у віці 65 років та старші. Медіана віку мешканця становила 38,3 року. На 100 осіб жіночої статі у селищі припадало 90,6 чоловіків;  на 100 жінок у віці від 18 років та старших — 88,9 чоловіків також старших 18 років.
Середній дохід на одне домашнє господарство  становив 52 235 доларів США (медіана — 37 125), а середній дохід на одну сім'ю — 64 375 доларів (медіана — 53 295). Медіана доходів становила 52 552 долари для чоловіків та 29 688 доларів для жінок. За межею бідності перебувало 22,4 % осіб, у тому числі 35,7 % дітей у віці до 18 років та 1,6 % осіб у віці 65 років та старших.
Цивільне працевлаштоване населення становило 454 особи. Основні галузі зайнятості: освіта, охорона здоров'я та соціальна допомога — 23,6 %, виробництво — 15,9 %, роздрібна торгівля — 14,1 %.